# John Panzio

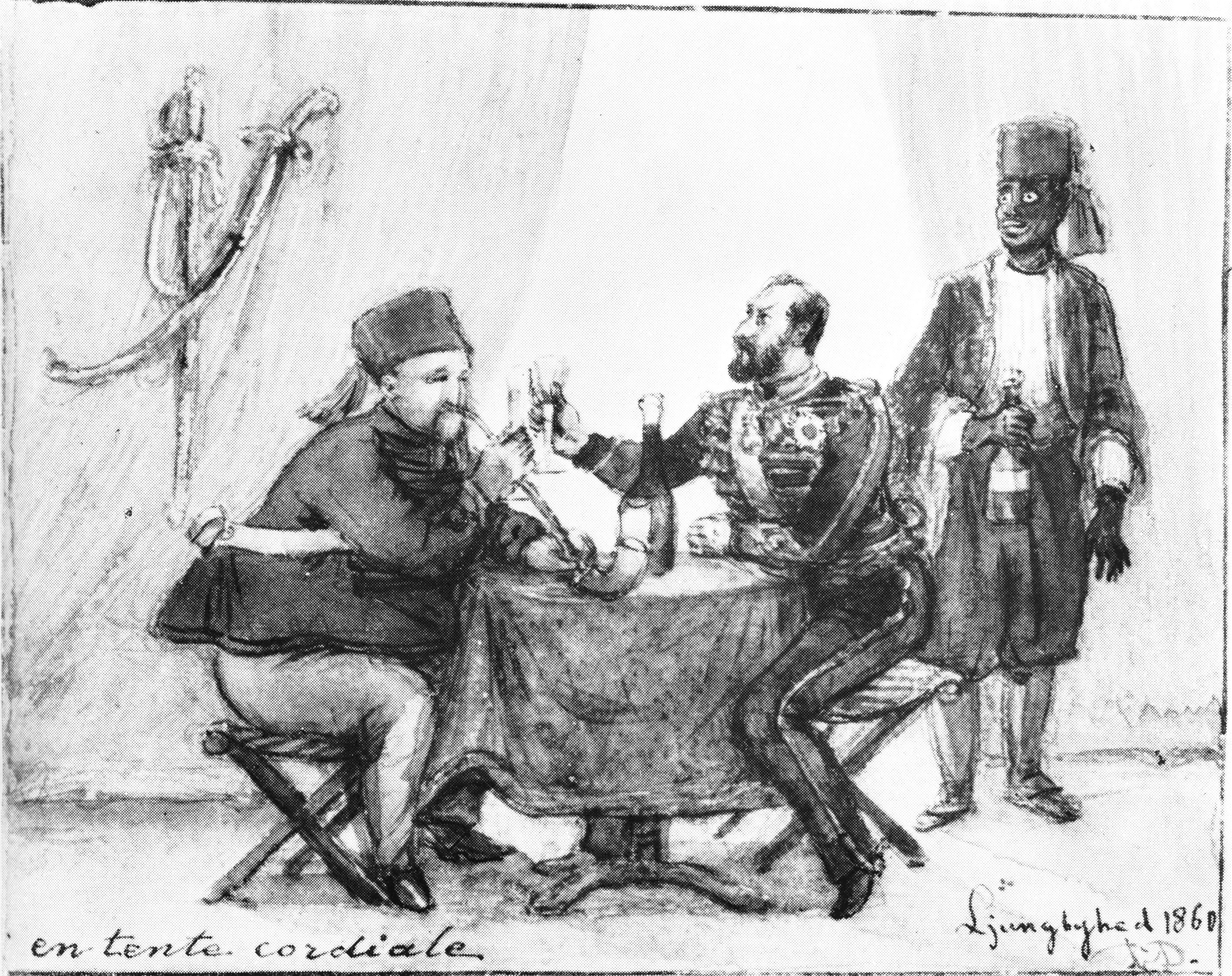
Danmarks kung Fredrik VII och Sveriges Karl XV pokulerar i fältlägret på Ljungbyhed 1860. John Panzio Toxon var då "Extra kammartjänare" för den svenske kungen. Teckning av Fritz von Dardel.

John Panzio, född 12 oktober 1838 i Afrika, vilket var det enda som angavs i dåtida tidningar, död 1887, var gunstling och kammartjänare hos kung Karl XV av Sverige. Hans ursprungliga namn, som han även är känd som, var Tuckson, Tockson eller Toxon. Detta lät enligt kungen inte tillräckligt exotiskt så han gavs ett nytt efternamn  – "Panzio".

## Biografi
Panzio var av afrikanskt ursprung. Hur han kom till Sverige är ovisst. Han dök 1857 upp i Sverige när han döptes på Frista hed (Fristad), där Älvsborgs regemente hade sitt mötesställe och när han sommaren 1858 blev far till ett par tvillingar i Örby. Enligt uppgifter i Aftonbladet den 11 september och den 17 september 1860 hade han sålts som slav på Madagaskar som nioåring men lyckats rymma i England. Fem till sex år tidigare sägs han ha kommit till Sverige.

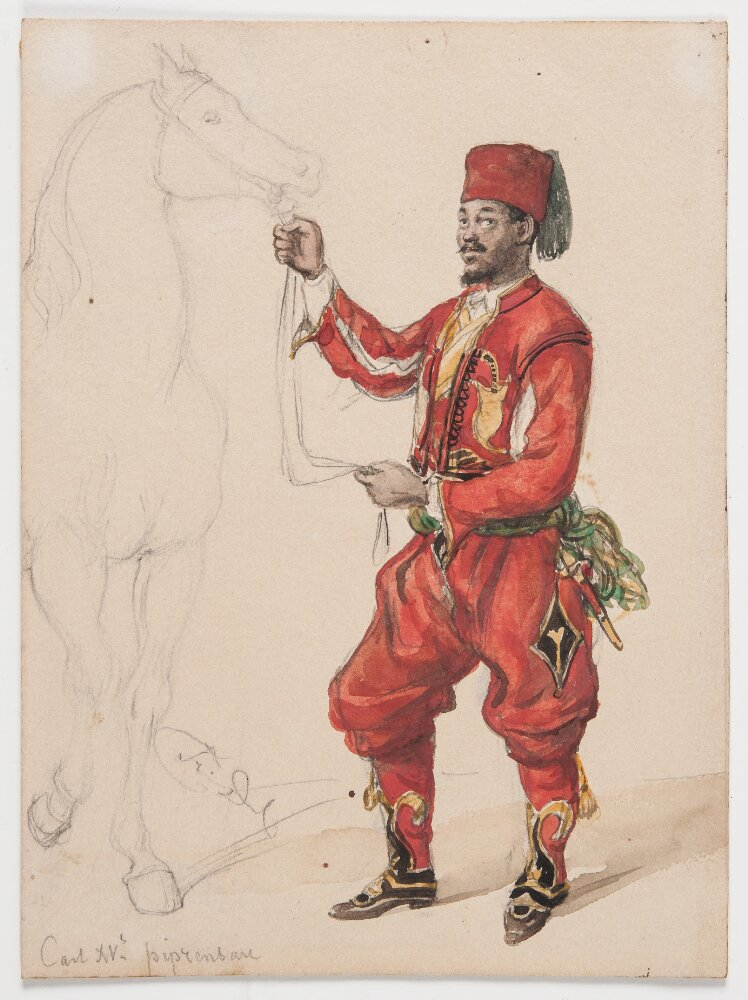
Skiss över Panzio tillsammans med en häst, av Fritz von Dardel.

Han tycks först varit anställd av Älvsborgs regementes regementschef överste Westfelt, sedan hos prins August, och slutligen hos Karl XV. Det sägs att Panzio skänktes av regementschefen som gåva till prins August i samband med ett storläger på Axevalla hed 1858. August skulle i sin tur ha givit bort Panzio till sin bror Karl XV cirka 1860. Han fick officiellt titeln "extra kammartjänare" och var bland annat kungens piprensare. Han var tillsammans med Ohan Demirgian en av Karls gunstlingar, och hans närvaro vid hovet orsakade skandal. År 1866 avskedades han från sin tjänst. Det ryktades att hovdamerna hade klagat på att han varit närgången. Officiellt avskedades han för att han skulle ha stulit av kungens cigarrer.
Panzio fick emellertid fortfarande vara kvar vid hovet, men med andra arbetsuppgifter, och han fick fortfarande stå bakom kungens stol vid middagarna. Efter konungens död 1872 var han en tid anställd vid ett romerskt bad.
John Panzio Tockson avled enligt Kungliga Hovförsamlingens dödbok den 27 juli 1887. Vid Stockholms rådhusrätts bouppteckning den 7 september uppgick tillgångarna i boet till 398 kronor och 50 öre. Avgående poster och skulder uppgick till 854 kronor och 33 öre. Han bodde vid sin död på Surbrunnsgatan 42 (idag nr 56) i Stockholm i fastigheten Sandören 1 (idag Nejlikan 1).

## Familj
Panzio ingick cirka 1869 äktenskap med Mathilda Charlotta Andersson (född 1846) med vilken han fick minst två barn: Arthur Panzio Tockson (född 22 april 1872) och Leopold Panzio Tockson (född 15 november 1873). Utanför äktenskap fick han med Cajsa Lisa Andersdotter (född 1824) tvillingarna August och Johan Panzio Tockson (födda 4 juli 1858) och med Clara Eugenia Wiktorin Jonny Otilia Tockson (född 25 september 1863, död 26 februari 1906).

## Eftermäle
1910 gav Gamla Breflådans Förlag ut en roman baserad på John Panzios liv: Karl XV:s piprensare – Interiörer från den tredje Bernadottens period av Sven-Olof Roth (under pseudonymen "Svante"). 
John Panzio finns med på målningen "Midsommardans vid Ulriksdal" efter en teckning av Fritz von Dardel.